# Všemily
Všemily (německy Schemmel) jsou vesnice a část obce Jetřichovice v okrese Děčín. Nachází se asi čtyři kilometry jižně od Jetřichovic. Všemily jsou také název katastrálního území o rozloze 4,87 km².

## Historie
První písemná zmínka o vesnici pochází z roku 1381.
Po druhé světové válce došlo v obci k vysídlení původních německých obyvatel a vesnice se z velké části vylidnila.

## Obyvatelstvo
Při sčítání lidu v roce 1921 ve vsi žilo 358 obyvatel (z toho 168 mužů), z nichž byli dva Čechoslováci, 352 Němců a čtyři cizinci. Kromě dvou evangelíků a dvou členů nezjišťovaných církví byli římskými katolíky. Podle sčítání lidu z roku 1930 měla vesnice 372 obyvatel: tři Čechoslováky, 368 Němců a jednoho cizince. Většinou se hlásili k římskokatolické církvi, ale dva lidé byli evangelíky a dva bez vyznání.
|                                                                       | 1869 | 1880 | 1890 | 1900 | 1910 | 1921 | 1930 | 1950 | 1961 | 1970 | 1980 | 1991 | 2001 | 2011 |
| --------------------------------------------------------------------- | ---- | ---- | ---- | ---- | ---- | ---- | ---- | ---- | ---- | ---- | ---- | ---- | ---- | ---- |
| Obyvatelé                                                             | 558  | 529  | 510  | 438  | 387  | 358  | 372  | 89   | 113  | 114  | 59   | 61   | 59   | 64   |
| Domy                                                                  | 94   | 100  | 97   | 102  | 97   | 95   | 94   | 76   | .    | 30   | 18   | 71   | 51   | 51   |
| Počet domů z roku 1961 je zahrnut v domech místní části Jetřichovice. |      |      |      |      |      |      |      |      |      |      |      |      |      |      |

## Pamětihodnosti
- Kaple svatého Ignáce (Všemily)
- Venkovské usedlosti čp. 2, 15, 51, 53 a 79
- Přírodní památka Meandry Chřibské Kamenice